# 佛鈕司
佛鈕司，所羅門王72柱魔神中排第30位的魔神，位階侯爵，統帥29個軍團。另有譯名為「弗內烏」（Forneus）。是条銀色大鮫鱼。可使人精通辩论与化敌为友。相傳許多書中都有提到祂原本是座天使墮天之後變成的惡魔。